# Moja stvar
Moja stvar peti je studijski album hrvatske pop pjevačice Severine, objavljen 1996. godine u Hrvatskoj u izdanju diskografske kuće Croatia Records.
Ovo je prvi Severinin album na kojem je ona potpisana kao autor naslovne i još nekoliko pjesama.  Uz nju na albumu su radili brojni glazbenici, između ostalog i Faruk Buljubašić, Ivan Mikulić, Saša Lošić, Miro Buljan i drugi.
Album "Moja stvar" naišao je na oštre kritike publike i struke zbog prenaglašenog rock zvuka. Na albumu se nalazi dvanaest pjesama  na kojima prevladava rock zvuk, a izdana su i dva singla s albuma, Moja stva i Od rođendana do rođendana.

## Pozadina
Nakon komercijalnog uspjeha albuma "Trava zelena", Severina i Zrinko Tutić su početkom 1996. godine počeli rad na novom studijskom albumu, međutim kako Severina nije bila zadovoljna tekstovima drugih tekstopisaca, odlučila je sama da napiše nekoliko tekstova za album. Ova odluka dovela je do pogoršanja odnosa s Tutićem, koji se čak nije htio ni potpisati kao producent albuma "Moja stvar", optužujuće je da je sve radila tvrdoglavo, u dogovoru s Nikšom Bratošem, aranžerom na istom albumu.

## Komercijalni uspjeh
Iako su pjesme s albuma "Moja stvar" bile dobre, publika takvu Severinu nije prihvatila. Stoga, album je prošao dosta lošije nego njegovi prethodnici, ali ipak dva singla s albuma su ostala do danas na njenom repertoaru.

## Popis pjesama
| Br. | Skladba                     | Trajanje |
| --- | --------------------------- | -------- |
| 1.  | »Uspavanka 1«               | 0:31     |
| 2.  | »Moja stvar«                | 3:49     |
| 3.  | »Od rođendana do rođendana« | 4:27     |
| 4.  | »Spreman za to«             | 3:58     |
| 5.  | »Pomalo«                    | 4:13     |
| 6.  | »Zime, ljeta, jeseni...«    | 5:02     |
| 7.  | »Zvijezde padaju«           | 3:46     |
| 8.  | »Budi happy«                | 3:27     |
| 9.  | »Slobodna«                  | 4:10     |
| 10. | »Ajajaj«                    | 3:52     |
| 11. | »Milost«                    | 4:13     |
| 12. | »Uspavanka 2«               | 0:31     |